# Институт экспериментальной и клинической медицины Латвийского университета
Институ́т эксперимента́льной и клини́ческой медици́ны Латви́йского университе́та (латыш. LU Eksperimentālās un klīniskās medicīnas institūts) — научно-исследовательский институт, структурная единица Латвийского университета. В нём изучаются: физиология и терапия злокачественных образований, аллергических реакций, атеросклероза, вопросы нейроэндокринологии и питания человека и другие медико-биологические проблемы.
Расположен в городе Риге на улице Ояра Вациетиса, дом 4 (латыш. Ojāra Vācieša ielā 4, Rīga, LV-1004).
Директор — доктор биологии Таливалдис Фрейвалдс (латыш. Talivaldis Freivalds). Академический персонал — 49 человек.
Основан в 1946 году академиком Академии Латвийской ССР Паулсом Страдыньшем, как Латвийский институт биологии и экспериментальной медицины Министерства здравоохранения Латвийской ССР.

## Исследования

### Цитодиагностика
В 1970 году Велта Брамберга первой в республике внедрила цитодиагностику рака. Этот метод, первые эксперименты в котором провёл П.И. Страдыньш ещё в 1928 году, позволил диагностировать злокачественные новообразования на ранних стадиях. Была поставлена задача проведения массовых обследований населения с целью предупреждения развития рака, для чего в институте экспериментальной и клинической медицины начали применяться кибернетические методы оценки исследований. Работы по обоснованию наиболее важных признаков для ранней диагностики рака, проведенные в течение нескольких лет кандидатом медицинских наук Б. Л. Капланом и кандидатом технических наук Я. А. Гельфандбейном в Рижском городском онкодиспансере, показали возможность разделения «нормы» и патологии через автоматизацию цитологических исследований. На основе этих исследований НИИ экспериментальной и клинической медицины и Институт электроники и вычислительной техники Академии наук Латвийской ССР начали создавать методы и устройства автоматизации ранней и дифференциальной диагностики рака, для чего в Институте электроники была организована специальная лаборатория телевизионных диагностических устройств под руководством  кандидата технических наук Аркадия Яковлевича Хесина.

## Известные деятели науки, работавшие в институте
- Паулс Страдыньш — основатель и директор института с 1946 по 1951 год, академик Академии наук Латвийской ССР, чл.-корр. АМН СССР.
- Пётр Герке — академик, эмбриолог и цитолог, директор института с 1952 по 1971 год.
- Юрис Лея — профессор, доктор медицины[3].
- Евгений Линар — профессор, доктор медицины, основоположник внутрижелудочной pH-метрии в СССР[4].
- Велта Брамберга — профессор, доктор медицины, изобретатель, организатор здравоохранения в Латвийской ССР и главный онколог Минздрава Латвийской ССР с 1957 по 1991 год, директор института с 1971-го по 1996 год[5].